# Giao Thành
Giao Thành (chữ Hán giản thể: 交城县, âm Hán Việt: Giao Thành huyện) là một huyện thuộc địa cấp thị Lữ Lương, tỉnh Sơn Tây, Cộng hòa Nhân dân Trung Hoa. Huyện Giao Thành có diện tích 1821 km², dân số năm 2002 là: 210.000 người. Huyện Giao Thành có 6 trấn và 9 hương. 
- Trấn: Thành Quan, Thủy Dục Quán, Tây Xã, Tây Danh, Đoạn Thôn, Hoành Tiêm.
- Hương: Nghĩa Vọng, Trung Trang, Cổ Động Đạo, Hội Lập, Lĩnh Để, Hồng Tương, Trại Thượng, Yên Gia Trang.